# 樫畑直尚
樫畑 直尚（かしはた なおひさ、1957年5月10日 - ）は、和歌山県出身の実業家。株式会社南北相談役。日本青年会議所（JC）の第45代会頭を務めた。次女は演出家の樫畑亜依子。

## 経歴
和歌山市生まれ。和歌山県立星林高等学校、甲南大学経済学部卒業、国立大学法人和歌山大学大学院経済研究科修士課程修了（経済学修士）。
大学卒業後、株式会社南北に入社。1999年（平成11年）10月に代表取締役社長、2017年（平成29年）11月に取締役会長、2024年11月に取締役相談役に就任。
1989年（平成元年）に社団法人和歌山青年会議所理事長を務め、1996年（平成8年）に日本青年会議所第45代会頭に就任した。1994年（平成6年）には国際青年会議所アジア太平洋地区協議会議長。1997年（平成9年）には、国際青年会議所副会頭（ヨーロッパ地区担当）、また1998年（平成10年）からの7年間は日ロ友好の会会長を務めた。
公職としては、2005年（平成17年）10月に和歌山県教育委員会委員長、2006年（平成18年）4月に公益財団法人和歌山県国際交流協会理事長（現職）、2009年（平成21年）から2018年（平成30年）の9年間は社団法人和歌山経済同友会代表幹事（現職は特別幹事）を務める。2010年（平成22年）から2020年（令和2年）まで国立大学法人和歌山大学経営協議会委員、学長選考委員、2011年（平成23年）から2017年（平成29年）まで関西広域連合協議会委員を務める。2015年（平成27年）から2017年（平成29年）まで和歌山県立星林高等学校同窓会会長、2016年（平成28年）から2017年（平成29年）に経済産業省2025年国際博覧会検討会委員、2019年（平成31年）から2020年（令和2年）に経済産業省2025年大阪・関西国際博覧会検討会委員、2020年（令和2年）から2022年（令和4年）まで公益財団法人日本調停協会連合会監事を務めた。
和歌山県と諸外国との民間交流にも力を入れており、和歌山日米協会会長、和歌山日独協会会長、和歌山日仏協会相談役として活動している。2011年（平成23年）日独交流に関して、日独交流150年記念日独友好賞功労者部門を受賞。2014年（平成26年）ブラジル連邦共和国サンパウロ州議会功労章を受章。また2023年（令和5年）8月には諸外国との友好親善に顕著な貢献をしたとして、外務大臣表彰を受ける。
その他現職として、わかやまJICAボランティア応援団会長、和歌山県馬術連盟会長、浄土真宗本願寺派本願寺参与、和歌山商工会議所常議員（地域開発委員会委員長）、国立大学法人和歌山大学後援会会長を務めている。

## 著述等
- レスター・R・ブラウン著、樫畑直尚監修『「競争」から「協調」への21世紀』ワールド・ウオッチジャパン（1996年8月）

## 親族
- 次女：樫畑亜依子